# Odžačina
Odžačina (en serbe cyrillique : Оџачина) est un village de Bosnie-Herzégovine. Il est situé dans la municipalité de Zvornik et dans la république serbe de Bosnie. Selon les premiers résultats du recensement bosnien de 2013, il ne compte aucun habitant.

## Histoire
La localité a été créée en 2012 sur le territoire du village de Jusići.